# Hancock (Nowy Jork)
Hancock – miasto w Stanach Zjednoczonych, w stanie Nowy Jork, w hrabstwie Delaware.